# Richard Burridge
Richard A. Burridge (11 de junho de 1955) é um autor, investigador, professor e o decano do King's College de Londres, instituição onde lecciona exegese bíblica.